# Jan Vacek
Jan Vacek (Praag, 10 mei 1976)  is een voormalig tennisser uit Tsjechië, die tussen 1999 en 2008 als prof uitkwam op de ATP-tour. Vacek won één enkelspeltitel op het hoogste niveau.

## Palmares

#### Enkelspel
| Legenda                       | Legenda               |
| ----------------------------- | --------------------- |
| Grand Slam                    |                       |
| Olympische Spelen             |                       |
| tot 2009                      | vanaf 2009            |
| Tennis Masters Cup            | ATP Finals            |
| ATP Masters Series            | ATP Tour Masters 1000 |
| ATP International Series Gold | ATP Tour 500          |
| ATP International Series      | ATP Tour 250          |

| Nr.              | Datum             | Toernooi            | Ondergrond | Tegenstander in finale | Score            | Details |
| ---------------- | ----------------- | ------------------- | ---------- | ---------------------- | ---------------- | ------- |
| Gewonnen finales |                   |                     |            |                        |                  |         |
| 1.               | 16 september 2001 | ATP Costa do Sauípe | Gravel     | Fernando Meligeni      | 2–6, 7–6(2), 6–3 | Details |

### Dubbelspel
| Nr.                           | Datum        | Toernooi     | Ondergrond | Partner          | Tegenstanders in finale | Score            | Details |
| ----------------------------- | ------------ | ------------ | ---------- | ---------------- | ----------------------- | ---------------- | ------- |
| Verloren finales heren dubbel |              |              |            |                  |                         |                  |         |
| 1.                            | 20 juni 2004 | ATP Rosmalen | Gras       | Lars Burgsmüller | Martin Damm Cyril Suk   | 3–6, 7–6(7), 3–6 | Details |

## Prestatietabel
| Legenda | Legenda                          |
| ------- | -------------------------------- |
| g.t.    | geen toernooi gehouden           |
| l.c.    | lagere categorie                 |
| –       | niet deelgenomen                 |
| G       | uitgeschakeld in de groepsfase   |
| 1R      | uitgeschakeld in de eerste ronde |
| 2R      | uitgeschakeld in de tweede ronde |
| 3R      | uitgeschakeld in de derde ronde  |
| 4R      | uitgeschakeld in de vierde ronde |
| KF      | uitgeschakeld in de kwartfinale  |
| HF      | uitgeschakeld in de halve finale |
| F       | de finale verloren               |
| W       | het toernooi gewonnen            |
| w-v     | winst/verlies-balans             |

### Prestatietabel grand slam, enkelspel
| Toernooi        | 2001 | 2002 | 2003 | 2004 |
| --------------- | ---- | ---- | ---- | ---- |
| Australian Open | –    | 1R   | 1R   | 2R   |
| Roland Garros   | –    | 1R   | –    | 1R   |
| Wimbledon       | 1R   | 4R   | –    | 1R   |
| US Open         | 1R   | 1R   | 1R   | –    |